# Pragmàtica Sanció de 1830
La Pragmàtica Sanció de 1830 fou una Pragmàtica Sanció aprovada per Ferran VII d'Espanya el 29 de març de 1830 que va promulgar la Pragmàtica de 1789 que havia estat aprovada per les Corts d'aquell any a instàncies del rei Carles IV i que no havia entrat en vigor per raons de política exterior. La Pragmàtica de 1789 anul·lava el reglament de successió de 1713 de Felip V que, a excepció de casos extrems, impossibilitava a les dones accedir al tron, en aplicació de la «Llei Sàlica» encara que, tècnicament, no ho fos. La Pragmàtica Sanció de 1789 restablia d'aquesta manera el sistema de successió tradicional de les Siete Partidas d'Alfons X de Castella, segons el qual les dones podien regnar si no tenien germans varons.

## Descripció
El 1713, el rei Felip V d'Espanya va promulgar la Llei Sàlica, per la qual les dones només podrien heretar el tron en el cas de no haver-hi hereus homes a la línia principal (fills) o lateral (germans i nebots). D'aquesta manera, pretenia evitar que els Habsburg recuperessin el tron a través de línies dinàstiques femenines.
Un segle més tard, al març de 1830, Ferran VII d'Espanya va tenir un problema: no va tenir fills mascles, només dues filles, Isabel (posteriorment coneguda com a Isabel II d'Espanya) i Lluïsa Ferranda d'Espanya. El pare de Ferran VII, Carles IV d'Espanya, havia fet un tímid intent d'eliminar la llei sàlica, i Ferran va decidir fer-ho promulgant la Pragmàtica Sanció, perquè la seva filla gran pogués heretar el tron i ser proclamada reina després de la seva mort, seguint la tradició espanyola.
Això va perjudicar al seu germà, Carles Maria Isidre de Borbó (hereu legítim de la corona segons la llei sàlica), de manera que els seus partidaris (entre ells, el ministre Calomarde) van pressionar a Ferran VII perquè canviés de criteri i derogués la Pragmàtica. No obstant això, Ferran, després de patir un greu atac de gota, va mantenir la seva postura i quan va morir el 29 de setembre de 1833, Isabel va ser proclamada reina, però a causa de la seva minoria d'edat, el regne va quedar sota la regència de la seva mare, Maria Cristina de Borbó-Dues Sicílies.